# Gáo cam
Gáo cam hay huỳnh bá (danh pháp khoa học: Nauclea officinalis) là một loài thực vật thường xanh thuộc họ Thiến thảo (Rubiacea).
Gáo cam phát triển thân gỗ nhỡ, có thể cao từ 15-20m, cá biệt có thể phát hiện thân cây cao tới 33m, đường kính ngang ngực có thể tới 67 cm. Cành non có tiết diện vuông. Lá cây có phiến dạng trái xoan thon, dài từ 8–16 cm, đầu lá và đuôi lá đều dạng hình nêm, phiến lá không có lông, hệ hân phụ trên phiến lá có từ 5-7 cặp. Lá kèm sớm rụng, dạng tròn hoặc trứng ngược gần tròn, có kích thước 6–8 mm. Hoa thường mọc ở đầu cành. Quả kép hình cầu đường kính 1-1,5 cm.
Phân bổ sinh thái của cây gáo cam chủ yếu dưới độ cao 600 m sao với mực nước biển. Có thể tìm thấy loài này còn sót lại tái sinh trong thảm thực vật rừng thứ sinh. Trên thế giới vùng địa lý tìm thấy phân bổ của loài này chủ yếu là Malaysia, Indonesia, Thái Lan, Ấn Độ, miền nam Trung Quốc và Việt Nam.
Vỏ cây và lá có thể chiết được các hợp chất alcaloids. Y học phương Đông dùng Gáo cam trong các bài thuốc chống viêm, chống vi khuẩn. Gỗ cây có màu cam, sử dụng đóng đồ gia dụng.